# Ganeshpur (Kapilvastu)
Ganeshpur (nep. गणेशपुर) – gaun wikas samiti w zachodniej części Nepalu w strefie Lumbini w dystrykcie Kapilvastu. Według nepalskiego spisu powszechnego z 2001 roku liczył on 744 gospodarstw domowych i 5217 mieszkańców (2459 kobiet i 2758 mężczyzn).